# Paræstesi
Paræstesi er en smertefornemmelse der er karakteriseret ved en prikkende, snurrende eller sovende føleforstyrrelse på legemsoverfladen i en bestemt nerves udbredelsesområde. Det kan forekomme som et symptom ved nervesygdomme.